# Saxifraga tolmatchevii
Saxifraga tolmatchevii är en stenbräckeväxtart som beskrevs av P.Yu. Zhmylev. Saxifraga tolmatchevii ingår i Bräckesläktet som ingår i familjen stenbräckeväxter. Inga underarter finns listade i Catalogue of Life.